# Sauberkeitserziehung

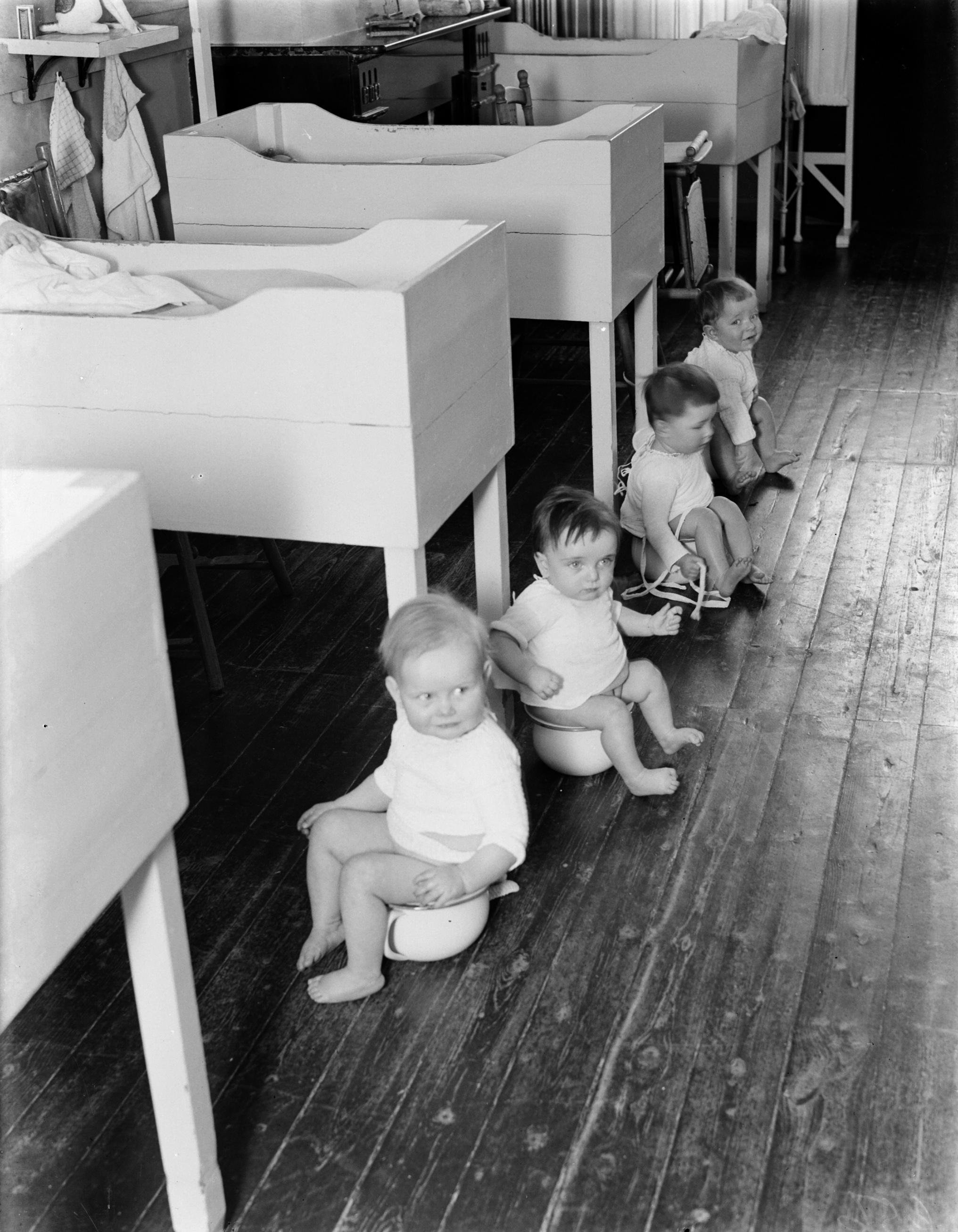
Kinder benutzen Töpfchen in einer Pflegeeinrichtung in Amsterdam 1932

Als Sauberkeits- oder Reinlichkeitserziehung bzw. Töpfchenerziehung oder Töpfchentraining bezeichnet man den Versuch, Kleinkinder dabei zu fördern, den Kindertopf oder die Toilette für die Blasen- und die Darmentleerung zu verwenden. Dieser Phase geht oft die Benutzung von Windeln voraus. Als Blasen- oder Toilettentraining wird demgegenüber der Versuch bezeichnet, eine häufige, meist mit unwillkürlichem Harnabgang verbundene Blasenentleerung den Erfordernissen des Alltags erstmals bzw. im Alter wieder anzupassen.
Konventionell wird davon ausgegangen, dass die Voraussetzung für eine erfolgreiche Sauberkeitserziehung sei, dass das Kleinkind die Schließmuskeln der Harnblase und des Anus schon kontrollieren kann. Eine vollständige willentliche Kontrolle der Harnblase ist erst ab dem vierten Lebensjahr möglich. Man geht davon aus, dass im Rahmen der konventionellen Sauberkeitserziehung 80 % aller Kinder im fünften Lebensjahr schließlich auch nachts trocken sind.
Es ist möglich, bereits bei Neugeborenen mit der Sauberkeitserziehung zu beginnen, die Methode ist bekannt als Ausscheidungskommunikation oder Windelfrei. Bauer und von Haessler gehen dabei davon aus, dass Kinder keine Nestbeschmutzer sind und sich bereits ab der Geburt nicht beschmutzen möchten. So beobachten viele Eltern, dass ihre Babys erst mit der Ausscheidung beginnen, wenn die Windel entfernt wurde. Von Haeseler geht davon aus, dass Koliken darauf zurückzuführen sind, dass Babys ihren Stuhl zurückhalten. Sie schlagen das Abhalten vor: Dabei gibt das Kind durch verschiedene Signale zu verstehen, dass es ausscheiden muss, wird in die Abhalteposition gebracht und bekommt durch einen Signalton signalisiert, dass es mit der Ausscheidung beginnen kann. Bereits in der menschlichen Frühgeschichte sei Ausscheidungskommunikation betrieben worden, auch Naturvölker würden sie einsetzen und Kinder abhalten.

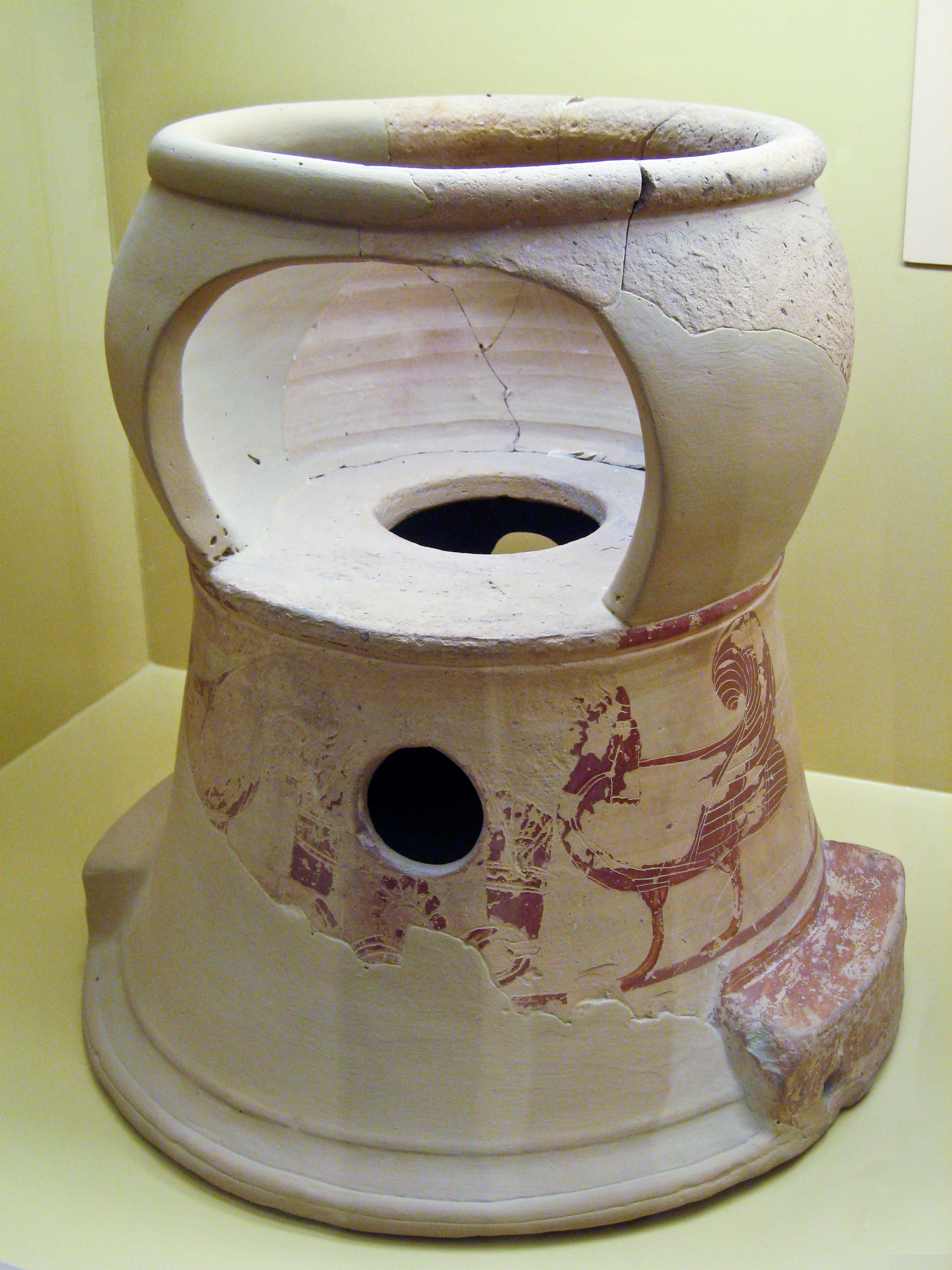
Antiker griechischer Kindersitz mit integriertem Nachttopf, frühes 6. Jahrhundert v. Chr., Agora Museum Athen.

Dieser Ansicht steht gegenüber, dass auch viele Naturvölker bereits seit langer Zeit windelähnliche Objekte eingesetzt haben, so wurden bei den australischen Aborigines Lederwindeln mit saugfähigem Moos befüllt, lateinamerikanische Kulturen nutzten dazu getrocknetes Gras. Gerade in kälteren Umgebungen wurden Kinder schon seit langer Zeit gewickelt, so sind die ältesten erhaltenen Windeln von circa 500 v. Chr., gepuckt wurden Kinder vermutlich bereits um 4500 v. Chr.
Laut Anwendern der Methode sind Vorteile des Abhaltens weniger wunde Pos, weniger oder kein Müll sowie früheres Erreichen der Sauberkeit. Nachteile sind laut Anwendern ein deutlich kürzerer bzw. häufiger unterbrochener Nachtschlaf.
Nach der Auffassung von Sigmund Freud seinerzeit könne eine zu frühe oder rigide Sauberkeitserziehung zu „aggressiven Es-Impulsen“ führen und Zwangsstörungen verursachen: „Es ist eines der besten Vorzeichen späterer Absonderlichkeit oder Nervosität, wenn ein Säugling sich hartnäckig weigert, den Darm zu entleeren, wenn er auf den Topf gesetzt wird, also wenn es dem Pfleger beliebt, sondern die Funktion seinem eigenen Belieben vorbehält.“ Der Defäkationsreflex hat eine willkürliche und eine unwillkürliche Komponente. In der Regel ist Stuhldrang die Voraussetzung für willentliches Entleeren. Wenn das Kind aufs Töpfchen gesetzt wurde, aber keinen Kot absetzt, hat das also nichts mit „Weigerung“ zu tun, sondern mit fehlendem Stuhldrang oder Angst vor der ungewohnten Situation.
In früheren Generationen galt die vorherrschende Meinung, die Eltern müssten das Sauberwerden forcieren und ihre Kinder schon früh regelmäßig aufs Töpfchen setzen, da sie nach damaliger Auffassung dadurch lernen würden ihre Ausscheidungen zu beherrschen. Nicht selten wurde dabei mit Bestrafungen und Quälerein gearbeitet. Nach den Erkenntnissen des Kinderarztes Remo Largo sind solche Versuche vergeblich. Sie schaden der kindlichen Entwicklung. Er und seine Kollegen befragten Eltern in einer Langzeitstudie über fast 50 Jahre hinweg systematisch, wann sie mit der Sauberkeitserziehung begonnen hätten und wann die Kinder dann tatsächlich sauber waren. Obwohl die Eltern in dem Zeitraum immer später mit der Sauberkeitserziehung begonnen hatten, zeigten sich keine nennenswerten Unterschiede.
Nach einer Untersuchung der Pädiater der Kinderklinik von Philadelphia (Children’s Hospital of Philadelphia) führt ein früher Beginn der Reinlichkeitserziehung zwar nicht zu vermehrten Problemen wie Verstopfung, Stuhlverhaltung oder Angst vor dem Toilettenbesuch. Das etwas frühere Erlernen ist allerdings auch mit einer wesentlich längeren Lernphase verbunden. Weiter konnte gezeigt werden, dass ein Alter von 27 Monaten keineswegs als Meilenstein für die Kontrolle des Stuhlgangs zu gelten hat.

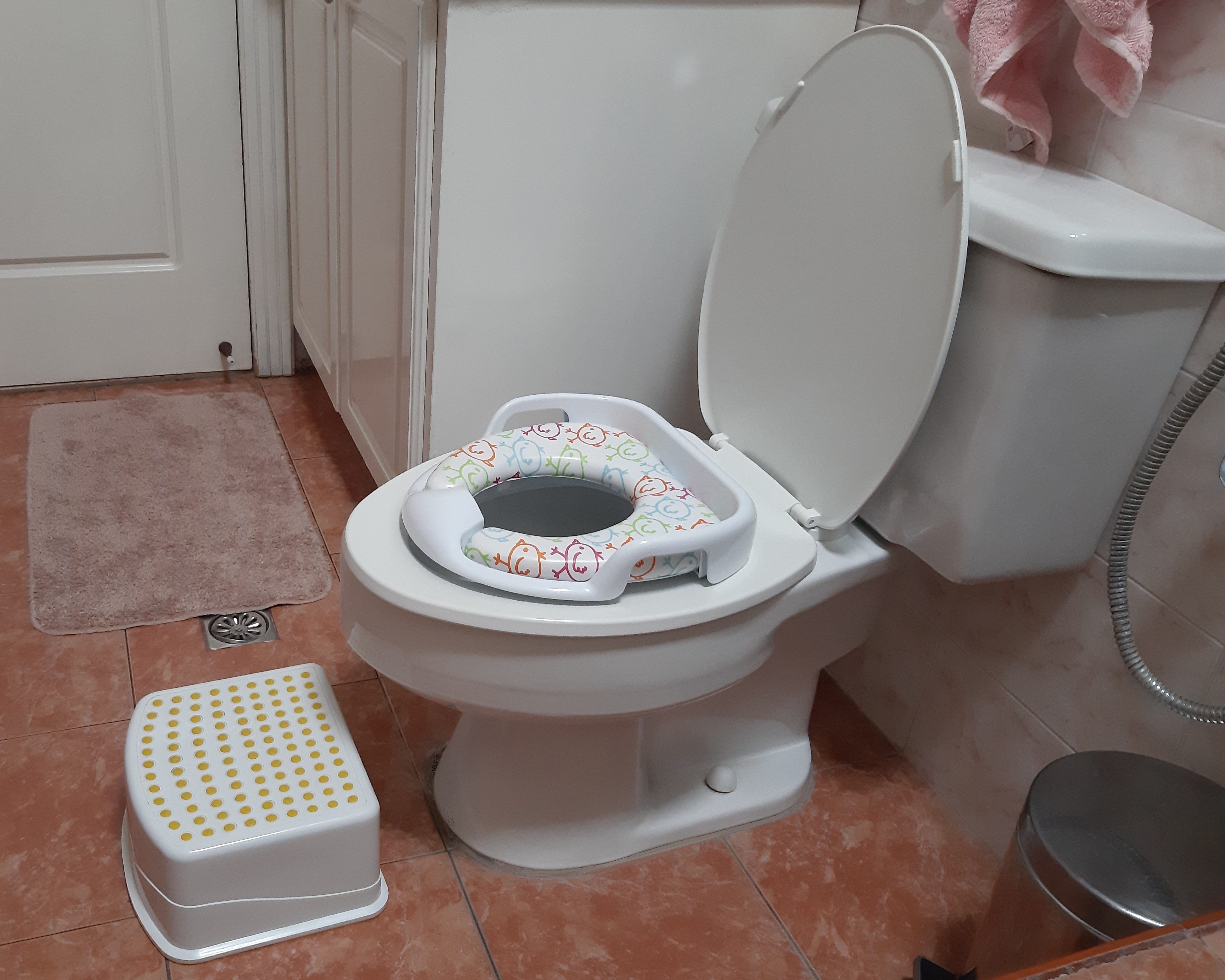
Toilettensitzadapter und Fußhocker

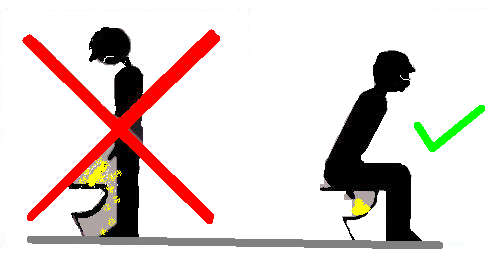
Korrekte Verwendung der Toilette beim Urinieren (Symbolbild)

Eltern können das Sauberwerden nicht erzwingen oder antrainieren, sie können ihr Kind dabei lediglich unterstützen, unter anderem, indem sie dem Kind Gelegenheit geben, anderen Kindern beim Benutzen des Töpfchens und später größeren Kindern oder Erwachsenen beim Benutzen der Toilette zuzusehen, so dass in ihnen der Wunsch entsteht, das nachzuahmen. In einer gut geheizten Wohnung und im Sommer begünstigt es das selbstständige Aufsuchen des Töpfchens, wenn die Kinder „unten ohne“ unterwegs sein können.
Unterstützend wirkt eine kindgerechte Toilette bzw. ein Toilettenaufsatz, der verhindert, dass das Kind in die WC-Schüssel fallen könnte. Sinnvoll als Bekleidung ist eine Hose ohne Knopf oder Gürtelschnalle, sondern mit einem Gummizug, die das Kind selbst schnell nach unten schieben kann.
Weiterhin ist für den Toilettengang eine jederzeit verfügbare Betreuungsperson erforderlich, nicht nur um bei Bedarf Hilfestellung zu geben, sondern auch damit das Kind an diesem  Ort, an dem das Spülwasser rauscht, keine beängstigenden Fantasien entwickelt, die für dieses Kindesalter typisch sind und zu einem Vermeidungsverhalten führen können.